# 京都市少年合唱団
京都市少年合唱団（きょうとししょうねんかっしょうだん）は、1958年（昭和33年）に当時の京都市長の提案で創立された、初の公立合唱団。音楽監督は加藤完二。2017年に60周年を迎えた。合唱を通して団員の音楽性を養い，音楽を愛し，豊かで温かい人間味あふれる人格を形成することを目指すとともに，演奏活動を通じて京都市民の音楽文化の向上に努めている。

## 概要
児童・生徒のための教育活動の一環として、合唱を通して健全な育成を図ることをねらいとしている。
京都市内全域より200名超（小学4年生～中学3年生まで）の団員が在籍している。

毎年1月に各学校及び市民新聞や、各京都市立小学校より団員が公募され、毎年2月の入団審査により決定される。応募資格は、京都市に在住し応募時点で小学校3年生から中学校1年生までの児童・生徒であること。

練習は京都市立京都堀川音楽高等学校を利用している。毎週土曜日午後1時から6時30までのうち、3時間を定期練習としている。その他、夏季特別練習（約15日間）、冬季特別練習（約7日間）、新入団員を対象とした基礎練習（4月～7月上旬まで、毎週木曜日午後4時30分～6時）、選抜組「響」等の練習を行っている。

毎年2回演奏会（夏・冬）を実施している。京都市交響楽団との共演や、ゆずや一青窈などとの共演など、幅広いジャンルで活躍している。
近年は佐渡裕指揮のメンデルスゾーン「夏の夜の夢」や、2017年「音楽の日」などにも出演しているほか、2018年には小澤音楽塾の「ジャンニス・キッキ」に出演。パリの木の十字架合唱団の演奏会に賛助出演している。2019年には京都市交響楽団のニューイヤーコンサートに出演。

## 指導者
- 加藤完二（音楽監督）
- 大谷圭介.（指揮者）
- 熊谷綾乃（指揮者）
- 小林峻（指揮者）
- 津幡泰子（指揮者）
- 福嶋あかね（指揮者）
- 今西陽子（ピアニスト）
- 小林千恵（ピアニスト）
- 坂口絵梨（ピアニスト）
- 西村彩（ピアニスト）